# Uponyuvarat I
Koning Uponyuvarat I volgde zijn vader Vorawongse II op als de 23e koning van Lan Xang in 1621. Zijn eigennaam en zijn heersnaam zijn niet bekend, de naam is een Franse verbastering van het woord Upayuvaraja dat grote koning betekent. Hij zette zijn vader af als koning en zou hem later laten vermoorden. Hij was slechts koning voor 9 maanden en toen stierf hij onder onbekende omstandigheden. Hij werd opgevolgd door koning Pothisarat II in 1623. 

Voor zover bekend had hij geen kinderen.